# مارجريت كونتيسة سنودون
الأميرة مارجريت (بالإنجليزية: Princess Margaret, Countess of Snowdon) (21 أغسطس 1930 - 9 فبراير 2002)، كونتيسة سنودون. هي ابنة جورج السادس ملك المملكة المتحدة والملكة إليزابيث (الملكة الأم) والأخت الصغرى للملكة إليزابيث الثانية.
أمضت جزءًا كبيرًا من طفولتها مع والديها وأختها. تغيرت حياتها بشكل جذري في سن السادسة عندما تنازل عمها الملك إدوارد الثامن عن العرش للزواج من المطلقة واليس سيمبسون. أصبح والد مارغريت ملكًا وأصبحت أختها وريثة مفترضة، مع مارغريت في المرتبة الثانية في ترتيب ولاية العرش. خلال الحرب العالمية الثانية، بقيت الشقيقتان في قصر وندسور على الرغم من الاقتراحات بإجلائهما إلى كندا. خلال سنوات الحرب، كانت تعتبر أصغر من أن تؤدي أي واجبات رسمية، فواصلت تعليمها عوضًا عن ذلك.
غدت مارجريت بعد الحرب واحدة من أكثر الشخصيات الاجتماعية في العالم شهرةً، إذ اشتهرت بأسلوب حياتها الباهر وسمعة علاقاتها الرومنسية. الأكثر شهرة أنها وقعت في حب قائد المجموعة بيتر تاونسند. في عام 1952 توفي والدها وأصبحت أختها ملكة وطلق تاونسند زوجته روزماري. في بدايات العام التالي تقدم تاونسند لخطبة مارجريت. عارض الكثير من أعضاء الحكومة الزواج معتقدين أنه سيكون زوجًا غير مناسب لأخت الملكة البالغة من العمر 22 عامًا ورفضت الكنيسة الإنجليزية الموافقة على الزواج من رجل مطلق. تخلت مارجريت في النهاية عن خططها مع تاونسند وتزوجت من المصور أنتوني أرمسترونج جونز في عام 1960؛ ونصبته الملكة إيرل سنودون. أنجب الزوجان ابنًا، ديفيد، وابنة، سارة، وذلك قبل الطلاق في عام 1978.
كانت مارجريت عضوًا مثيرًا للجدل في العائلة البريطانية المالكة. لقي طلاقها الكثير من الدعاية السلبية، وكانت حياتها الخاصة لسنوات عديدة موضوع تكهنات محتدمة من قبل وسائل الإعلام والمراقبين الملكيين. تدهورت صحتها تدريجياً في العقدين الأخيرين من حياتها. إذ كانت مدخنة شرهة خلال معظم سنوات رشدها وخضعت لعملية جراحية في الرئة في عام 1985، وأصيبت بذات الرئة في عام 1993 وثلاث جلطات على الأقل بين عامي 1998 و 2001. وتوفيت في لندن في 9 فبراير 2002 بعد إصابتها بسكتة دماغية رابعة وأخيرة عن عمر يناهز 71 عامًا.

## نشأتها
ولدت الأميرة مارجريت في 21 أغسطس 1930 في قلعة جلاميس في اسكتلندا، وهو موطن أجداد والدتها، وكانت تُعرف بلقب مارغو ضمن أفراد العائلة المالكة. كان وزير الداخلية، جي آر كلاينز، حاضرًا للتحقق من الولادة. أجل تسجيل ولادتها لعدة أيام حتى لا تُسجل تحت الرقم 13 في سجل الأبرشية.
كانت الأميرة مارجريت عند ولادتها الرابعة في ترتيب العرش البريطاني. كان والدها دوق يورك، الابن الثاني للملك جورج الخامس والملكة ماري. كانت والدتها دوقة يورك (لاحقًا الملكة إليزابيث الملكة الأم)، الابنة الصغرى للإيرل الرابع عشر وكونتيسة ستراثمور وكينغهورن. أرادت دوقة يورك في الأصل تسمية ابنتها الثانية آن مارجريت، بحسب ما أوضحت للملكة ماري في رسالة: «أنا حريصة جدًا على تسميتها آن مارغريت، إذ أن آن أوف يورك يبدو اسمًا جميلًا، والاسمان إليزابيث وآن يتماشيان بشكل جميل» .لم يعجب الملك جورج الخامس اسم آن لكنه وافق على البديل، مارجريت روز.
عُمدت مارجريت في الكنيسة الخاصة بقصر باكنغهام في 30 أكتوبر 1930 على يد كوزمو لانغ، رئيس أساقفة كانتربيري.
قضت مارجريت فترة نشأتها بشكل أساسي في مساكن يورك في 145 بيكاديللي (منزلهم المستقل في لندن) والمنتجع الملكي في وندسور. كان الجمهور يعتبر عائلة يورك على أنها عائلة مثالية: الأب والأم والأطفال، ولكن الشائعات التي لا أساس لها من الصحة بأن مارجريت كانت صماء وبكماء لم تتبدد تمامًا إلى حين ظهورها العام الأول في حفل زفاف عمها الأمير جورج في عام 1934.
تلقت مارجريت تعليمها جنبًا إلى جنب مع أختها إليزابيث على يد مربية اسكتلندية ماريون كروفورد. أشرفت الأم على تعليم مارجريت بشكل أساسي، التي على حد تعبير راندولف تشرشل «لم تهدف أبدًا إلى تربية بناتها ليصبحن أكثر من مجرد شابات مهذبات». عندما أصرت الملكة ماري على أهمية التعليم، علقت دوقة يورك، «لا أعرف ما الذي تعنيه. في نهاية المطاف، أنا وإخوتي تلقينا كامل تعليمنا على يد المربيات، وجميعنا تزوجنا زيجات جيدة، وإحدانا تزوجت زيجة ممتازة».
كانت مارجريت مستاءة من تعليمها القليل والمحدود، خاصة في السنوات اللاحقة، ووجهت النقد إلى والدتها بهذا الخصوص. ومع ذلك، أخبرت والدة مارجريت أحد أصدقائها أنها «تأسف» لأن بناتها لم يرتدن المدرسة مثل الأطفال الآخرين، وربما كان سبب توظيف مربية بدل من إرسال الأطفال إلى المدرسة هو إصرار الملك جورج الخامس على ذلك. قرأ ج. إم باري، مؤلف كتاب بيتر بان، القصص للأختين عندما كن أطفالًا.
توفي جد مارغريت، جورج الخامس، عندما كانت في الخامسة من عمرها، وأصبح عمها الملك إدوارد الثامن. بعد أقل من عام، في 11 ديسمبر 1936، وفي خضم أزمة التنازل عن العرش، تخلى إدوارد الثامن عن العرش ليتزوج واليس سيمبسون، الأمريكية المطلقة مرتين، والتي لم تقبلها الكنيسة الإنجليزية ولا حكومات دومينيون كملكة. إذ أن الكنيسة لن تعترف بصحة الزواج من امرأة مطلقة وطليقها على قيد الحياة. جعل تنازل إدوارد عن العرش دوق يورك المتردد الملك الجديد، جورج السادس، وأصبحت مارجريت في المرتبة الثانية في ترتيب العرش البريطاني بلقب الأميرة مارجريت للإشارة إلى وضعها كابنة للملك. انتقلت العائلة إلى قصر باكنغهام. كانت غرفة مارجريت تطل على طريق مول بلندن.
كانت مارجريت براوني في أول دفعة براوني في قصر باكنغهام، والتي تشكلت عام 1937. كانت أيضًا مرشدة فتيات ولاحقًا أصبحت حارسة بحرية. شغلت منصب رئيسة جمعية مرشدات المملكة المتحدة من عام 1965 حتى وفاتها في عام 2002.

## الأسرة
في 6 مايو 1960 تزوجت من المصور الفوتغرافي أنطوني أرمسترونغ جونز الذي أعطي بعام 1961 لقب «أيرل سنودون»، وقد أنجبا:
- ديفيد ارمسترونغ جونز («ولد في 3 نوفمبر 1961»).
- الليدي سارة تشاتو («ولدت في 1 مايو 1964»).

وقد تطلقت من أيرل سنودون بعام 1978.

## الوفاة
أوصت قبل وفاتها بحرق جثمانها ونثر رماده على قبر أبيها جورج السادس ملك المملكة المتحدة وأمها الملكة إليزابيث بعد وفاتها، ونفذت الوصية في قصر وندسور في لندن مكان دفن ملوك المملكة المتحدة. وقد أجريت مراسم الجنازة في 15 فبراير وهو يوم الذكرى الخمسين لجنازة والدها الملك جورج السادس.

## روابط خارجية
- مارجريت كونتيسة سنودون على موقع IMDb (الإنجليزية)
- مارجريت كونتيسة سنودون على موقع الموسوعة البريطانية (الإنجليزية)
- مارجريت كونتيسة سنودون على موقع مونزينجر (الألمانية)
- مارجريت كونتيسة سنودون على موقع ميوزك برينز (الإنجليزية)
- مارجريت كونتيسة سنودون على موقع إن إن دي بي (الإنجليزية)
- مارجريت كونتيسة سنودون على موقع قاعدة بيانات الفيلم (الإنجليزية)
- مارجريت كونتيسة سنودون على موقع كينوبويسك (الروسية)